# Little Wolford
Little Wolford est un village et une paroisse civile du Warwickshire, en Angleterre.